# Cerius
Cerius este un gen de gândaci din familia Anthribidae⁠(d). Speciile din acest gen pot fi întâlnite în Noua Zeelandă.
Genul conține două specii:
- Cerius otagensis Holloway, 1982
- Cerius triregius Holloway, 1982